# Temple Xiantong
Le temple Xiantong (chinois simplifié : 显通寺 ; chinois traditionnel : 顯通寺 ; pinyin : Xiǎntōng Sì) est un temple bouddhiste situé sur le Xian de Wutai, à Xinzhou, dans la province du Shanxi en République populaire de Chine.

## Histoire
Le temple Xiantong est l'un des plus anciens du bouddhisme en Chine. On l'appelle souvent le temple des Ancêtres. En pèlerinage au Mont Wutai, c'est ce temple que les gens visitent en premier. Il compte plus de 400 pièces, construites pour la plupart durant les Ming (1368-1644). Parmi ces 400 pièces de cet immense temple, le pavilion de bronze est le plus distingué, parce qu'il est entièrement constitué de bronze. Dedans, on peut admirer une statue de Manjusri aux 1,000 bols d'aumône ainsi que 10,000 figurines de bronze en gardant la relique. Dans la tour de la Cloche qui se trouve devant le temple, la cloche en bronze qui est suspendue pèse 9,999.5 jin (un jin = 0,5 kg) et a été moulée à l'époque des Ming, c'est la cloche la plus grande du Mont Wutai. Lorsqu'on la frappe, son tintement retentit dans le Mount Wutai. Le temple est inscrit dans la 2e liste des sites historiques et culturels majeurs protégés au niveau national pour le Shanxi, sous le numéro de catalogue 26-11.